# Norton Zinder
Norton David Zinder (Nova Iorque, 7 de novembro de 1928 — 3 de fevereiro de 2012) foi um biólogo americano que descobriu a ocorrência de transdução: processo de reprodução no qual o DNA bacteriano é transferido de uma bactéria para outra por um vírus, os chamados bacteriófagos.
Morreu em 2012, aos 83 anos, devido a uma pneumonia.